# Me pregunto
«Me pregunto» es el primer sencillo del álbum Dulce Beat, de la banda mexicana de pop electrónico, Belanova. La canción fue lanzada en las radios mexicanas en abril de 2005 por Universal Music Group.

## Información general
Esta canción es de la autoría de la vocalista Denisse Guerrero y los arreglos musicales de Edgar Huerta y Ricardo Arreola, músicos del grupo.
Las radios comienzan a transmitir la canción y generan su popularidad a través de semanas en las que va ganando posiciones hasta coronarse en el puesto #1 de la lista México Top 100 permaneciendo allí durante seis semanas consecutivas, también se convirtió en un éxito obteniendo el puesto #13 en la lista Hot Latin Tracks en el Billboard de Estados Unidos. "Me Pregunto" se recuerda como el gran éxito internacional de Belanova.
MTV ayudó a la banda a incrementar su popularidad transmitiendo imágenes del detrás de escenas y entrevistando a la banda en Noticias MTV. A comienzos de 2006 la canción entró en la lista Mexican Digital Sales Chart en el puesto #10 alcanzando como máxima posición el puesto #4. Cuando "Dulce Beat" fue publicado la canción entró nuevamente y más tarde se le otorgó la certificación plata por sus ventas digitales.

## Video musical
El video musical que acompaña a la canción está dirigido por Ricardo Calderón y fue filmado en la Ciudad de México teniendo como locaciones principales la Calle Francisco I. Madero y la icónica Torre Latinoamericana. El video fue estrenado por MTV el 13 de junio de 2005 y se posicionó en el puesto #1 en el conteo Los 10+ Pedidos de MTV, en el Top20 de VH1 y Telehit y en el Top10 de TV Azteca.
Cuando el sencillo y el video fueron lanzados en Argentina disfrutaron de un gran éxito. El video alcanzó el Top20 en MTV de Argentina y varias listas de música incluyendo "Top 20" y "Tú Ranking" de MuchMusic.

## Posicionamientos
| Listas (2005)                        | Posición máxima                |
| ------------------------------------ | ------------------------------ |
| Mexican Top 100 Airplay              | 1 (por 6 semanas consecutivas) |
| Los 10 + Pedidos de MTV (México)     | 1                              |
| Top 20 de MTV (México)               | 1                              |
| Listas (2006)                        | Posición                       |
| Conteo de ventas digitales mexicanas | 4                              |
| Top 20 chileno                       | 7                              |
| Top 40 argentino                     | 9                              |
| Top 50 de Latinoamérica              | 10                             |
| U.S. Billboard Hot Latin Tracks      | 33                             |
| U.S. Billboard Latin Pop Airplay     | 12                             |
| Top 20 de MTV (Argentina)            | 2                              |